# Calendżicha (gmina)
Gmina Calendżicha (gruz. წალენჯიხის მუნიციპალიტეტი) – jednostka administracyjna należąca do Megrelii-Górnej Swanetii w Gruzji. Siedzibą gminy jest miasto Calendżicha. 

## Położenie
Gmina położona jest w północnej części regionu Megrelia-Górna Swanetia, a jednocześnie we wschodniej części Gruzji. 

## Ludność
Na podstawie danych statystycznych z 2024 roku gminę Calendżicha zamieszkiwało 20 800 osób. 